# 앨리 밀스
앨리 밀스(Alley Mills, 1951년 5월 9일 ~ )는 미국의 배우이다.

## 출연 작품
- 메이비 썸데이 (2015)
- 어 골든 크리스마스 (2009)
- 네버 겟 아웃터 더 보트 (2002)
- 예스, 디어 (2000)
- 사브리나 - TV 시리즈 (1996)
- 가족 모임 (1995)
- FBI 특종 (1994)
- 저주의 혈통 (1993)
- 닥터 퀸 (1993)
- 굿바이 베트남 (1988)
- 케빈은 12살 (1988)
- 비앤비 (1987)
- 내 이름은 펑키 (1984)
- 디아더 우먼 (1983)
- 미친 주부의 일기 (1970)